# Трегё
Трегё (фр. Trégueux, брет. Tregaeg) — коммуна во Франции, находится в регионе Бретань. Департамент — Кот-д’Армор. Центр кантона Трегё. Округ коммуны — Сен-Бриё. Пригород Сен-Бриё, примыкает к нему с юга. Через территорию коммуны проходит национальная автомагистраль N12.
Население (2019) — 8 459 человек.

## Достопримечательности
- Особняк Ги Ламбер (XV век). Исторический памятник с 1964 года[1]
- Церковь Святого Петра

## Экономика
Структура занятости населения:
- сельское хозяйство — 0,6 %
- промышленность — 13,8 %
- строительство — 12,8 %
- торговля, транспорт и сфера услуг — 55,7 %
- государственные и муниципальные службы — 17,1 %

Уровень безработицы (2018) — 10,3 % (Франция в целом —  13,4 %, департамент Кот-д’Армор — 11,5 %). 

Среднегодовой доход на 1 человека, евро (2018) — 21 990 (Франция в целом — 21 730, департамент Кот-д’Армор — 21 230).
В 2007 году среди 4817 человек в трудоспособном возрасте (15—64 лет) 3331 были экономически активными, 1486 — неактивными (показатель активности — 69,2 %, в 1999 году было 68,5 %). Из 3331 активных работали 3101 человек (1573 мужчины и 1528 женщин), безработных было 230 (110 мужчин и 120 женщин). Среди 1486 неактивных 443 человек были учениками или студентами, 734 — пенсионерами, 309 были неактивными по другим причинам.

## Демография
Динамика численности населения, чел.

## Администрация
Пост мэра Трегё с 2014 года занимает Кристин Метуа-Ле Бра (Christine Métois-Le Bras), член Совета департамента Кот-д’Армор от кантона Трегё. На муниципальных выборах 2020 года возглавляемый ею левый список был единственным.
| Период | Период | Фамилия              | Партия                               | Примечания               |
| ------ | ------ | -------------------- | ------------------------------------ | ------------------------ |
| 1947   | 1995   | Марсель Ро           | Разные левые                         |                          |
| 1995   | 2014   | Жан Бассе            | Социалистическая партия              | инженер                  |
| 2014   |        | Кристин Метуа-Ле Бра | Разные левые Социалистическая партия | член Совета департамента |

## Города-побратимы
- Гаммертинген (Германия, с 1990)[3]
- Ардеони (Румыния, с 2000)[4]

## Галерея
- Особняк Ги Ламбер
- Церковь Святого Петра